# May 19th Communist Organization
La May 19th Communist Organization (français : Organisation communiste du 19 mai) est un groupe terroriste d'extrême gauche américain fondé fin 1976 après une scission du Prairie Fire Organizing Committee (PFOC), un groupe voué à la promotion légale des causes de la Weather Underground Organization (WUO), qui venait de se disloquer. Il resta actif jusqu'en 1985 et participa notamment à un braquage d'un fourgon de la Brink's, en 1981, organisé par la Black Liberation Army.

## Création
La date du 19 mai est retenue en l'honneur de l'anniversaire de Malcolm X et de Hô Chi Minh. La May 19 fut créée par les militants de la Côte Est - la section de Chicago du PFOC en fit brièvement partie mais s'en écarta ensuite -, qui ambitionnaient de créer une organisation blanche non-mixte « placée sous la direction du mouvement de libération noire » tandis que les militants de la Côte Ouest souhaitaient conserver une certaine autonomie.

## Actions
La May 19 coopéra étroitement avec la Black Liberation Army (BLA) en poursuivant trois objectifs : la libération des prisonniers politiques des États-Unis, l'organisation d'« expropriations révolutionnaires » (ou attaques à main armée) pour financer la lutte armée contre l'« impérialisme » et pour le Black Power et autres mouvements assujettis à la discrimination raciale. Le groupe commit ainsi une série d'attentats contre plusieurs lieux considérés comme représentatifs du pouvoir. 
Il participa en 1979 à l'évasion de la dirigeante de la BLA, Assata Shakur, qui purgeait une peine à perpétuité pour homicide. Il aurait également participé à l'évasion de William Morales (en), un membre des Fuerzas Armadas de Liberación Nacional Puertorriqueña (en) (FLMN, Forces armées de libération nationale porto-ricaines) quelques mois plus tard.
Le groupe devint célèbre, cependant, pour sa participation au braquage d'un fourgon de la Brinks en 1981 aux côtés de membres du BLA, à Nyack, une bourgade située à quelques dizaines de km de New York. David Gilbert (en) et Kathy Boudin (en), en particulier, étaient complices du braquage.
Le 29 novembre 1984, deux autres membres de la May 19, Tim Blunk (en) et Susan Rosenberg (en), furent arrêtés.

## Le braquage de la Brinks et les condamnations
Le 20 octobre 1981, le fourgon fut ainsi braqué par des membres de la BLA, qui s'enfuirent avec le butin après avoir tiré sur l'un des agents de la Brink's qui se serait emparé de son arme. Ils rejoignirent quelques kilomètres plus loin un van U-Haul conduit par David Gilbert (en), membre de la May 19 et ancien militant de base du Weather Underground, accompagné de Kathy Boudin (en), également ex-membre du Weather Underground et dirigeante de la May 19. Le camion fut cependant interpellé, ce qui déclencha une fusillade au cours de laquelle deux agents de police furent tués. 
Les militants se dispersèrent alors, tentant de s'enfuir. Sam Brown, Judith Alice Clark (en) et David Gilbert, tous membres de la May 19, s'emparèrent d'une Honda mais furent arrêtés après que celle-ci se crasha dans un virage. Brown était le moins engagé des trois, étant à l'origine un droit commun qui avait rejoint quelques ex-membres des Black Panthers. 
Trois jours plus tard, Sekou Odinga, ex-membre des Panther 21 (groupe de prisonniers des Black Panthers qui avaient été exclus de l'organisation et libérés en 1971) et Mtayari Shabaka Sundiata (en), de la BLA, furent interpellés, Sundiata mourant sous le feu de la police. Tous furent soumis à des traitements brutaux par la police, les militants noirs (Brown et Odinga) étant torturés : Odinga fut brûlé avec des cigarettes, eut ses ongles arrachés, dut subir une ablation du pancréas après les coups portés et fut alimenté par intraveineuse pendant trois mois. Des douzaines d'autres militants furent arrêtés, certains dans une ferme du Mississippi liée à la Republik of New Afrika (en), dont Kuwasi Balagoon, ex-Black Panther, Bashir Hameed (soupçonné d'être membre la BLA) et Abdul Majid (soupçonné d'être membre de la BLA) et aussi certains militants n'étant pas impliqués dans le braquage. Deux ex Weathermen, non impliqués dans le braquage, furent également arrêtés le 25 octobre 1981 (Jeff Jones et Eleanor Stein (en)). 

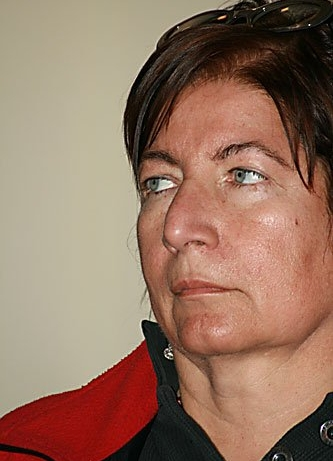
, membre de la May 19 arrêtée en novembre 1982 et condamnée à 40 ans de prison pour association de malfaiteurs. Au terme d'un accord entre la justice des États-Unis et celle d'Italie, elle a terminé à purger sa peine dans ce second pays.

Kuwasi Balagoon, Judy Clark et David Gilbert furent jugés sous haute sécurité par un tribunal d'État, tandis que Kathy Boudin et Sam Brown passèrent individuellement en procès en 1983. Des militants de la May 19th et de la Republik of New Afrika formèrent la Coalition to Defend the October 20 Freedom Fighters. Défendus par l'avocat Michael Tarif Warren, les trois premiers se présentèrent comme des prisonniers politiques, le braquage poursuivant à leurs yeux une finalité politique (puisqu'il visait à alimenter les caisses de la BLA afin de financer des actions révolutionnaires). Arrêté le 20 janvier 1982, Balagoon se dit même « prisonnier de guerre ». Sekou Odinga et Mutulu Shakur, cofondateur de la Republik of New Afrika (et beau-père du rappeur Tupac Shakur), firent de même dans le procès suivant. 
En septembre 1983, Balagoon, Clark et Gilbert furent condamnés à une peine de 75 ans de prison incompressible et minimum (from 75 years to life), jugés coupables de trois homicides. Ceci bien que Gilbert n'ait pas participé activement au braquage, n'étant que complice, et n'ayant pas été trouvé en possession d'armes à feu. Aucun des 81 témoins ne put identifier l'un de ces hommes comme ceux ayant tué les trois victimes du braquage. Balagoon est mort du sida en prison en 1986, Clark et Gilbert étant toujours incarcéré. Boudin et Brown adoptèrent une défense plus traditionnelle ; celle-là fut condamnée en 1984 à 20 ans de prison après avoir plaidé coupable pour braquage et homicide, et obtint sa libération conditionnelle en 2003, après 23 ans de prison ; Brown, seul Afro-Américain capturé sur les lieux du crime, fut condamné à 75 ans, également en 1984, malgré sa collaboration avec le système judiciaire.
Sekou Odinga, arrêté le 23 octobre 1981, fut jugé dans un procès ultérieur avec cinq autres militants, entre autres pour le braquage de la Brink's, et soumis au régime de la loi RICO (en) (Racketeer Influenced and Corrupted Organization Act) promulguée pour lutter contre la mafia. Avec Silvia Baraldini (en), ex-militante de la Students for a Democratic Society et de la May 19th arrêtée le 9 novembre 1982, ils furent condamnés à 40 ans de prison pour association de malfaiteurs, leur participation au braquage n'ayant pu être prouvée. Deux autres militants furent condamnés à 12 ans et demi pour complicité avec les braqueurs, et deux autres acquittés. 
Mutulu Shakur et Marilyn Buck, présentée comme « seule membre blanche de la BLA », en cavale, ne furent arrêtés respectivement qu'en 1985 et 1986. Poursuivis au titre de la loi RICO, Shakur se présenta lui aussi comme « prisonnier de guerre ». Shakur fut condamné à 60 ans de prison et Buck à 50 (ainsi que 30 autres années de prison pour d'autres affaires).